# Ракале
Ракале (итал. Racale) — коммуна в Италии, располагается в регионе Апулия, в провинции Лечче.
Население составляет 10 772 человека (2008 г.), плотность населения составляет 429 чел./км². Занимает площадь 24 км². Почтовый индекс — 73055. Телефонный код — 0833.
Покровителем коммуны почитается святой Себастьян, празднование 20 января.

## Демография
Динамика населения:

## Администрация коммуны
- Официальный сайт: http://www.comune.racale.le.it/